# Minerva Marine
Die Minerva Marine ist eine Reederei, die sich auf den Betrieb von Öltankern spezialisiert hat. Sitz der Gesellschaft ist Voula bei Athen.
Gegründet wurde das Unternehmen 1996 als Ausgliederung der Reederei Thenamaris, 1998 erfolgte die administrative Unabhängigkeit. 2003 wurden 10 Schiffe, die bisher unter maltesischer Flagge fuhren, nach Griechenland umgeflaggt. Die Reederei folgte damit einem Aufruf der griechischen Regierung an die Reedereien weniger auf Billigflaggen zu setzen.

## Flotte
Das Durchschnittsalter der aus 31 Öltankern bestehenden Flotte beträgt 4,5 Jahre. Im Bestand sind 3 Tanker der Größe Suezmax, 18 der Größe Aframax sowie 10 der Größe Mediumrange.